# Lijst van nummer 1-hits in Noorwegen in 1958
Deze hits stonden in 1958 op nummer 1 in de VG-lista, de bekendste hitlijst in Noorwegen.
| Nummer | Week | Artiest                | Titel                   |
| ------ | ---- | ---------------------- | ----------------------- |
| 1      | 42   | Orchester Billy Vaughn | Sail Along Silvery Moon |
|        | 43   | Orchester Billy Vaughn | Sail along silvery moon |
|        | 44   | Orchester Billy Vaughn | Sail along silvery moon |
| 2      | 45   | Louis Prima            | Buona sera              |
|        | 46   | Louis Prima            | Buona sera              |
|        | 47   | Louis Prima            | Buona sera              |
|        | 48   | Louis Prima            | Buona sera              |
|        | 49   | Louis Prima            | Buona sera              |
|        | 50   | Louis Prima            | Buona sera              |
|        | 51   | Louis Prima            | Buona sera              |
|        | 52   | Louis Prima            | Buona sera              |